# Petra (Ziros)
Petra (griechisch Πέτρα (f. sg.)) ist ein Dorf der Gemeinde Ziros im Südwesten der griechischen Region Epirus, in der Nähe der Stadt Filippiada. Laut der griechischen Volkszählung 2011 hatte es 392 Einwohner.

## Lage
Die im äußersten Süden der Gemeinde Ziros gelegene Ortsgemeinschaft Petra grenzt an die Gemeinden Arta im Osten und Preveza im Westen. Im Norden und Nordosten bildet der Louros die natürliche Grenze zu den Nachbarorten Stefani und Nea Kerasounda. Hier verläuft die Nationalstraße 21.
Das Dorf Petra liegt in unmittelbarer Nähe zum Überschwemmungsgebiet Louros und dem Feuchtgebiet Rodia die als Kernzonen des Nationalparks Amvrakikos-Feuchtgebiete ausgewiesen sind.

## Geschichte
Petra wurde 1948 durch die Ausgliederung aus der Landgemeinde Stefani eine selbstständige Landgemeinde. Diese wurde mit der Gemeindereform 1997 an die damalige Gemeinde Filippiada angeschlossen. Diese wiederum wurde im Rahmen der Verwaltungsreform 2010 mit weiteren drei Gemeinden zur neuen Gemeinde Ziros fusioniert. Seither bildet Petra eine von neun Ortsgemeinschaften im Gemeindebezirk Filippiada.
Einwohnerentwicklung von Petra
| 1913 | 1920 | 1940 | 1951 | 1961 | 1971 | 1981 | 1991 | 2001 | 2011 |
| ---- | ---- | ---- | ---- | ---- | ---- | ---- | ---- | ---- | ---- |
| 164  | 163  | 349  | 397  | 561  | 544  | 514  | 515  | 445  | 392  |